# Coșcodeni
Coșcodeni es una localidad de Moldavia en el distrito (raión) de Sîngerei.

## Geografía
Se encuentra a una altitud de 91 m s. n. m. a 102 km de la capital nacional, Chisináu.

## Demografía
En el censo 2014 el total de población de la localidad fue de 2 573 habitantes.